# Ранма Саотоме
Ранма Саотоме  (яп. 早乙女乱馬 Саотомэ Рамма) — персонаж аниме и манги цикла Ранма ½. В аниме и манге, он — единственный наследник школы боевых искусств Саотоме. На него наложено проклятье, заставляющее превращаться в девушку при контакте с холодной водой и в парня, при контакте с горячей водой. В аниме его мужскую форму озвучивает Каппэй Ямагути, а женскую — Мэгуми Хаясибара.

## Описание

Девушка-Ранма

Ранма Саотоме — единственный наследник Школы Универсальных Боевых Искусств Саотоме (яп. 無差別格闘早乙女流 Мусабецу Какуто: Саотомэ Рё:, «не делающий различий/не разборчивый стиль боя Саотоме»). Он несёт на себе проклятье долины проклятых источников, заставляющее его превращаться в девушку при контакте с холодной водой, и парня при контакте с горячей. Хотя он ненавидит своё проклятье и стремится избавиться от него, в то же время его женская внешность — предмет его гордости. Когда Цубаса обвинил девушку-Ранму в уродливости, это стало поводом для сражения между ним и Ранмой в красоте. Впрочем, этот бой закончился вничью, несмотря на то что Цубаса как потом выяснилось, на самом деле был не девушкой, а трансвеститом. В форме девушки Ранма любит есть мороженое и по необходимости, например, чтобы получить дармовое угощение, без проблем флиртует с другими парнями. В форме парня, однако, он сильно связан своими представлениями о поведении настоящего мужчины, которые, например, включают запрет на мороженое и не может даже поцеловать Шаньпу или Акане, для получения растворимого источника утонувшего парня или билета в Китай соответственно. В отличие от манги, в аниме превращение Ранмы в девушку сопровождается также и сменой цвета волос с черного на красный.
Благодаря тому что в детстве он прошел обучение запрещенному приёму «кошачий кулак» (яп. 猫拳 нэко-кэн), Ранма страдает айлурофобией, то есть страхом перед кошками. Теперь, когда он сильно напуган, он начинает вести себя, как кот, и в таком состоянии не слушается никого кроме Акане. Несмотря на то что значительную часть своей жизни он провел путешествуя по свету, в учёбе никаких проблем не испытывает. Благодаря своим путешествиям вполне приспособлен к жизни в походных условиях и умеет готовить. Ради боевых искусств готов отдать жизнь, что однако не стало оправданием для Генмы, из-за которого Ранма упал в источник утонувшей девушки, так как про готовность отдать свой пол Ранма ничего не говорил.

## Биография
Еще в то время, когда Ранма был ребёнком, его отец, Генма Саотоме забрал Ранму у матери для участия в тренировочном походе. В обмен на согласие жены на разлуку с сыном, он дал ей клятву, что если не сделает из Ранмы мужчину из мужчин — и он, и Ранма совершат сепуку. Хотя Генма действительно старательно тренировал сына, он не проявлял при этом большого ума. Так, найдя свиток с описанием запрещенного несколько сотен лет назад могущественного приема «кошачьего кулака», Генма так и не дочитал свиток до слов о том, что использовать приём на практике будет только круглый дурак. Вместо этого, он сразу перешёл к обучению. Так как мощь кошачьего кулака держится на страхе перед кошками, Ранма панически боится их. В случае если он не может избавиться от кошек — спасаясь от ужаса, Ранма сходит с ума и сам начинает вести себя как кот. После чего собственно и начинает работать кошачий кулак. Несмотря на то что за использование этого приёма Ранма расплачивается временным безумием, это одна из его самых мощных атак. Позднее, Генма повел Ранму в Китай, для тренировок в долине проклятых источников. Это закончилось для Ранмы падением в источник утонувшей девушки и соответственно, проклятьем превращения в девушку. Его отец же упал в источник утонувшей панды.
На момент начала сериала выясняется, что в прошлом Генма заключил соглашение со своим старым другом Соуном Тендо о том, что Ранма женится на одной из дочерей Соуна и унаследует его додзё. Чему Ранма совсем не рад, так как его мнения об этой помолвке никто не спрашивал. Младшая из дочерей Соуна, Акане вынуждена каждый день сражаться со всей школой, так как с подачи одноклассника её сестры Набики, Татеваки Куно, все уверены, что свидания с Акане достоин лишь тот, кто победит её в бою. Ввиду этого, она ненавидит парней. Благодаря этой ненависти, две её старших сестры сваливают помолвку на Акане, мотивируя это тем, что Ранма наполовину девушка. Чему не рады ни Ранма, ни Акане. Как позднее выясняется, помимо дочерей Соуна существуют и другие официальные невесты Ранмы, но в сериале активное участие принимает только одна из них — Укё Куондзи. Также у Ранмы существуют две самопровозглашенные невесты. Так, Ранма победил китайскую амазонку Шаньпу в бою, что по закону её племени равнозначно помолвке. Кодати Куно же объявила себя девушкой Ранмы просто ввиду случайного столкновения с ним. Наконец, на сердце Ранмы-девушки претендует Татеваки Куно. Что, впрочем, не мешает ему также пытаться добиться любви Акане Тендо.
Благодаря тому что Ранма отвечает Шаньпу отказом и врёт ей о том, что на самом деле он — девушка, Шаньпу возвращается в Китай, где с ней проводит дополнительные тренировки её прабабушка и глава племени амазонок, Колон. В ходе этих тренировок Шаньпу падает в источник утонувшей кошки. После этого Шаньпу возвращается в Японию в сопровождении Колон, намеренной заставить Ранму жениться на Шаньпу. Несмотря на то что Колон и Ранма ввиду несогласия последнего на свадьбу в некотором роде враги, Колон становится одним из наставников Ранмы, при случае обучая его секретным амазонским приемам. Так, от неё Ранма узнаёт еще один свой коронный приём — «каштаны на открытом огне» (яп. 火中天津甘栗拳 Катю: Тэнсин Амагури Кэн, «тяньцзиньские каштаны, пекущиеся на огне»). Позднее появляется основатель школы боевых искусств, к которой принадлежит Ранма, и наставник Генмы и Соуна, Хаппосай. Несмотря на конфликты между ним и Ранмой, связанные с приставаниями Хаппосая к девушке-Ранме, Хаппосай тем не менее, берет Ранму в свои ученики. Наконец, некоторые свои техники Ранма разрабатывает самостоятельно.

## Популярность
В гран-при журнала Animage, в 1990 и 1991 году, Ранма-парень занял второе место среди мужских персонажей. В 1992 году он опустился до третьего места и вновь поднялся до второго в 1993 году. Наконец, в 1994 году он спустился до 15 места. На протяжении всех этих пяти лет, Ранма оставался единственным мужским персонажем сериала, попавшим в гран-при Animage.

Как девушка он пользовался меньшей популярностью. В 1990 и 1991 году, в гран-при Журнала Animage, Ранма-девушка заняла четвертое место среди женских персонажей. В эти два года, девушка-Ранма занимала в гран-при самое высокое среди женских персонажей Ранмы место. В 1992 она спустилась до седьмого места, а в 1993 до двенадцатого. В эти два года, девушку-Ранму обогнала по популярности другая героиня сериала, Акане Тендо.